# Nicolás Pelaitay
Nicolás Pelaitay (Nueve de Julio, 27 dicembre 1992) è un calciatore argentino, centrocampista del San Martín (SJ).

## Caratteristiche tecniche
È un centrocampista centrale.

## Carriera
È cresciuto nelle giovanili del San Martín (SJ), con cui ha esordito il 12 maggio 2013 in occasione del match vinto 2-1 contro l'Argentinos Juniors.

## Statistiche

### Presenze e reti nei club
Statistiche aggiornate al 23 marzo 2018.
| Stagione        | Squadra         | Campionato      | Campionato | Campionato | Coppe nazionali | Coppe nazionali | Coppe nazionali | Coppe continentali | Coppe continentali | Coppe continentali | Altre coppe | Altre coppe | Altre coppe | Totale | Totale | Totale |
| Stagione        | Squadra         | Comp            | Pres       | Reti       | Comp            | Pres            | Reti            | Comp               | Pres               | Reti               | Comp        | Pres        | Reti        | Pres   | Reti   |        |
| --------------- | --------------- | --------------- | ---------- | ---------- | --------------- | --------------- | --------------- | ------------------ | ------------------ | ------------------ | ----------- | ----------- | ----------- | ------ | ------ | ------ |
| 2012-2013       | San Martín (SJ) | PD              | 1          | 0          | CA              | 0               | 0               |                    | -                  | -                  |             | -           | -           | 1      | 0      |        |
| 2013-2014       | San Martín (SJ) | BN              | 13         | 1          | CA              | 1               | 0               |                    | -                  | -                  |             | -           | -           | 14     | 1      |        |
| 2014            | San Martín (SJ) | BN              | 8          | 0          |                 | -               | -               |                    | -                  | -                  |             | -           | -           | 8      | 0      |        |
| 2015            | San Martín (SJ) | PD              | 21         | 0          | CA              | 1               | 0               |                    | -                  | -                  |             | -           | -           | 22     | 0      |        |
| 2016            | San Martín (SJ) | PD              | 4          | 0          | CA              | 1               | 0               |                    | -                  | -                  |             | -           | -           | 5      | 0      |        |
| 2016-2017       | San Martín (SJ) | PD              | 14         | 1          | CA              | 1               | 0               |                    | -                  | -                  |             | -           | -           | 15     | 1      |        |
| 2017-2018       | San Martín (SJ) | PD              | 8          | 0          | CA              | 0               | 0               |                    | -                  | -                  |             | -           | -           | 8      | 0      |        |
| Totale carriera | Totale carriera | Totale carriera | 69         | 2          |                 | 4               | 0               |                    | -                  | -                  |             | -           | -           | 73     | 2      |        |